# سياسة موريتانيا
تجري سياسة موريتانيا في إطار جمهورية إسلامية مركزية حيث يتكفل رئيس الدولة بالسلطة التنفيذية وهو يترأس مجلس الوزراء، ويناط بالوزير الأول تنسيق عمل الحكومة. تناط السلطة التشريعية بالبرلمان متمثلا بالجمعية الوطنية.
رئيس الجمهورية الحالي هو محمد ولد الغزواني، ويقوم بتكليف الوزير الأول ويشغل المنصب حالياً محمد ولد بلال الذي يقوم بتحديد سياسة الحكومة تحت إشراف رئيس الجمهورية ويشغل الشيخ ولد بايه منصب رئيس الجمعية الوطنية.

## الحكومة
يقوم الوزير الأول بتحديد السياسة العامة للحكومة وبإشراف رئيس الجمهورية أمام الجمعية الوطنية إذ يقوم الوزير الأول بتوزيع المهام بين الوزراء وتعمل الحكومة على إعمال السياسة العامة للدولة طبقا للتوجيهات والأختيارات المحددة من رئيس الدولة وتتصرف الحكومة في إدارة والقوة المسلحة. وتعتبر الحكومة مسؤولة أمام البرلمان طبقاً للدستور الموريتاني في المادتين الرابعة والسبعين والخامسة والسبعين.
رئيس الجمهورية الحالي: محمد ولد الغزواني
الوزير الأول الحالي: محمد ولد بلال
رئيس الجمعية الوطنية: الشيخ ولد بايه

## الدستور
وضع الدستور الحالي في البلاد عام 1991 نتيجة لإستفتاء والذي أقر بالتعددية السياسية والإعلامية ليخضع لثلاثة تعديلات منذ الإقرار، واسس هذا الدستور لاقامة برلمان بغرفتين هما مجلس الشيوخ (غرفة عليا) والجمعية الوطنية (غرفة سفلى). كان أول تعديل طرأ على الدستور الموريتاني عام 2006 الذي نتج عنه تغيرات أهمها تقليص سنوات الولاية الرئاسية إلى خمسة سنوات ومنع تجديدها أكثر من مرة وإعطاء الحق لرئيس الجمهورية بتعيين رئيس الوزراء وفي ذات الوقت اعطاء صلاحية البرلمان الأعتراض على قرارات الحكومة أو صلاحية سحب ثقته من الحكومة.
طرأ التعديل الثاني على الدستور عام 2012 نص على إدخال تجريم الإنقلابات العسكرية وإقرار طابع التعدد الثقافي الموريتاني. جرى التعديل الثالث والأخير عام 2017 الذي تضمن إلغاء مجلس الشيوخ (الغرفة العليا للبرلمان) وإضافة تعديلات على العلم الموريتاني بإضافة خطين أحمرين في الطرفين العلوي والسفلي من العلم الموريتاني وتغيير النشيد الوطني وتعديلات دستورية أخرى، قام مجلس الشيوخ برفض التعديلات إلا أن الحكومة أحالته إلى إستفتاء شعبي فكان في ذلك نقطة خلاف حول صلاحية فعل ذلك، إلا أن الاستفتاء قد جرى بالفعل.
نص الدستور على أن الولاية الرئاسية والمدة النيابية 5 اعوام

## التقسيم الإداري

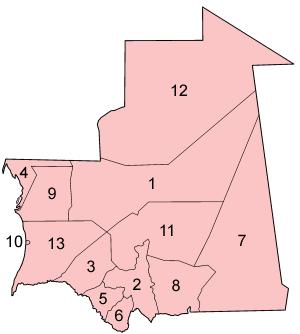
ولايات موريتانيا ويبلغ عددها 13 ولاية وتظهر على خريطة الجمهورية الموريتانية بأرقام، وتظهر العاصمة الموريتانية نواكشوط مرقمة بالرقم 10.

تتكون موريتانيا إلى 13 ولاية إدارية ونواكشوط العاصمة
| الرقم (المفتاح) | الاسم          | عدد السكان (2013) | العاصمة  |
| --------------- | -------------- | ----------------- | -------- |
| 1               | ولاية أدرار    | 71.502            | اطار     |
| 2               | ولاية العصابة  | 234.527           | كيفة     |
| 3               | ولاية البراكنة | 141.597           | ألاك     |
| 4               | داخلة نواذيبو  | 104.022           | نواذيبو  |
| 5               | ولاية كوركول   | 268.683           | كيهيدي   |
| 6               | غيديماغا       | 177.707           | سيليبابي |
| 7               | حوض الشرقي     | 320.406           | النعمة   |
| 8               | حوض الغربي     | 238.243           | لعيون    |
| 9               | ولاية إينشيري  | 11.500            | أكجوجت   |
| 10              | ولايةنواكشوط   | 881.000           | نواكشوط  |
| 11              | ولاية تكانت    | 79.650            | تجكجة    |
| 12              | تيرس زمور      | 41.121            | الزويرات |
| 13              | ولاية الترارزة | 282.837           | روصو     |